# Euphthiracarus bhutanicus
Euphthiracarus bhutanicus är en kvalsterart som beskrevs av C. Adinarayana Reddy 1988. Euphthiracarus bhutanicus ingår i släktet Euphthiracarus och familjen Euphthiracaridae. Inga underarter finns listade i Catalogue of Life.